# Krępa (powiat piaseczyński)
Krępa – wieś sołecka w Polsce położona w województwie mazowieckim, w powiecie piaseczyńskim, w gminie Prażmów.
| SIMC    | Nazwa         | Rodzaj    |
| ------- | ------------- | --------- |
| 0007226 | Kolonia Krępa | część wsi |

Wieś szlachecka Krempa położona była w drugiej połowie XVI wieku w powiecie czerskim  ziemi czerskiej województwa mazowieckiego. W latach 1975–1998 miejscowość należała administracyjnie do województwa warszawskiego.
Krępa istniała już w XVI w. Była wówczas położona przy drodze łączącej Tarczyn z Czerskiem w parafii Sobikowo. Stanowiła własność szlachecką. 
Nazwa wsi pochodzi od wyrazu grępa lub gręba oznaczającego wzniesienie terenu, wzniosłość, wzgórze, kępę. 
Według opisu z 1822 r. Krempa (jak wówczas pisano) stanowiła osadę karczemną należąca do dóbr Ustanówek. Stała tam okazała gospoda murowana, kryta gontem, o dwóch kominach, czterech izbach, jednej komorze i sześciu oknach, podpiwniczona. Wrota położone po przeciwległych stronach budynku umożliwiały przejazd na wylot, bez zakręcania. Mieszkańcami karczmy byli: Trylewicz – posiadający dwie izby, komorę i piwnicę oraz dwa ogrody warzywne (płacił za to 380 zł rocznie), staruszek Tomasz – zajmujący kolejną izbę i ogród (płacił 20 zł rocznie) oraz szewc – lokator ostatniego z pomieszczeń, który miał także jeden ogród, za co był zobowiązany do dawania czterech par butów do dworu dla parobków. W drewnianym dwojaku mieszkało dwóch chłopów pańszczyźnianych „dwudniowych” czyli zobowiązanych do pracy na gruntach dworskich przez dwa dni w tygodniu. Byli to Matys Kosciołek i Kasper Plesznoski. Każdy z nich posiadał po ćwierci roli, ogrodzie, łące, stodole i wole roboczym.
Krępa była w tym okresie wyłącznie osadą karczemną. W połowie XIX w. karczma nosiła nazwę Piotrówek. 
W 1864 r. stosownie do ukazu carskiego ziemię na własność dostali włościanie. W Krępie utworzono pięć osad włościańskich. Ich właścicielami zostali: Jan Jermakowski, Walenty Szatakowski, Ignacy Żyliński, Franciszek Kurek i Julianna Piotrowska. Włościanie ci otrzymali także prawa serwitutowe. Wolno im było czerpać z dworskiego lasu drewno na opał tzw. zbieraninę, oraz materiał na remonty. Mieli też prawo do wypasu 18 sztuk bydła na ugorach, łąkach i w zaroślach.
Nie wiadomo co się działo z Krępą przez następne 50 lat. Kolejne informacje pochodzą dopiero z okresu międzywojennego. Podczas Spisu Powszechnego przeprowadzonego w dniu 30 września 1921 r. wieś Krępa liczyła 19 budynków i 131 mieszkańców, a kolonia Krępa 2 domy i 11 osób, wszyscy byli katolikami. 
Przed 1867 r. Krępa znajdowała się w gminie Ustanówek, a od 1867 r. do 1954 r. należała do gminy Wągrodno (w 1952 r. nazwę tej gminy zmieniono na Wola Wągrodzka). W okresie od 1955 r. do 1972 r. Krępa znajdowała się w granicach gromady Uwieliny. Od 1 stycznia 1973 r. położona jest w gminie Prażmów.